# Fantini Akord Kwintet
"Kwintet Fantini" – zespół muzyczny założony w 2005 roku. Kierownikiem artystycznym jest Artur Zajkowski. Od 2007 jest reprezentacyjnym zespołem włoskiej fabryki akordeonów "Fantini". Artur Zajkowski jest autorem większości opracowań utworów, które wykonuje zespół. Repertuar zespołu to utwory muzyki poważnej, standardy jazzowe, muzyka popularna, a także muzyka rozrywkowa czy taneczna.
Obecny skład zespołu:
- Agnieszka Wróbel,
- Aneta Sobolewska,
- Monika Pietrzak,
- Wojciech Jaśkiewicz,
- Sebastian Krzewiński

Ważniejsze osiągnięcia kwintetu:
- I miejsce na Europejskim Festiwalu Młodzieży w Neerpelt (Belgia) w 2007
- I miejsce na Międzynarodowym Konkursie Akordeonowym w Paryżu w 2005
- Nagroda Specjalna na Międzynarodowym Festiwalu "Valtidione" w Piacenzy (Włochy) w 2006
- Koncert podczas audiencji generalnej dla Papieża Benedykta XVI w 2006
- Udział w "Tianjin International children's culture + art festival 2009" w Chinach
- Udział w festiwalu akordeonowym w Palandze na Litwie
- Koncerty z Motion Trio oraz Zbigniewem Namysłowskim.